# Dušan Čalić
Dušan Čalić, hrvaški komunist, partizan, politični komisar, profesor ekonomije, politik, veleposlanik in narodni heroj, * 18. avgust 1918, Smrtić, † 17. april 1993, Zagreb.

## Življenjepis
Bil je član KPJ od 1939 in med oragnizatorji vstaje v Slavoniji, sekretar Področnega komiteja KPH za Slavonijo, komisar 6. slavonskega korpusa NOV in PO, udeleženec 2. zasedanja AVNOJ in ZAVNOH. Po osvoboditvi je bi na različnih vladnih funkcijah na Hrvaškem in v federaciji, zvezni poslanec in med letoma 1964 in 1967 veleposlanik SFRJ v Budimpešti. Bil je profesor politične ekonomije na Ekonomski fakulteti v Zagrebu, redni član JAZU (od 1965) in dopisni SANU ter član Sveta federacije (od 1967). Mdr. je dobil red narodnga heroja.